# Selección de voleibol de Italia
La selección masculina de voleibol de Italia (en italiano: Nazionale di pallavolo maschile dell’Italia) es el equipo masculino de voleibol que representa Italia en las competiciones internacionales organizadas por la Confederación Europea de Voleibol (CEV), la Federación Internacional de Voleibol (FIVB) o el Comité Olímpico Internacional (COI). La organización de la selección está a cargo de la Federazione Italiana Pallavolo. Es una de las selecciones más exitosas de ese deporte.
Ha conquistado cuatro veces el Campeonato Mundial en 1990, 1994, 1998 y 2022, a la vez que obtuvo el segundo puesto en 1978. También suma tres platas (1996, 2004 y 2016) y tres bronces (1984, 2000 y 2012) en los Juegos Olímpicos.
En la Liga Mundial, Italia ha resultado primera en ocho ediciones, segunda en tres ediciones y tercera en otras cuatro. También ganó la Copa Mundial de 1995 y fue segunda dos veces. Italia ha ganado siete veces el Campeonato Europeo y ha obtenido cuatro subcampeonatos.

## Historia

### Inicios
El primer Campeonato europeo de voleibol de la historia se organizó en Italia en el año 1948 y la anfitriona gana su primera medalla acabando tercera. Pese al gran debut, hay que esperar hasta el Mundial 1978, también disputado en Italia, para otra medalla: el equipo de Carmelo Pittera se rinde en la gran final a la todopoderosa Unión Soviética ganadora por 3-0. En los Juegos Olímpicos de Los Ángeles 1984, su tercera aparición en la manifestación tras haber conseguido clasificarse en Montreal 1976 por primera vez en su historia, gana su primera medalla olímpica superando por 3-0 la selección de Canadá en la final por el bronce.

### Potencia mundial
En 1988 fue designado nuevo entrenador del equipo el argentino Julio Velasco: es el inicio de la edad de oro del voleibol italiano. En 1990 el equipo gana el Campeonato Mundial disputado en Brasil derrotando a la anfitriona por 3-2 en semifinal y luego a Cuba por 3-1 en la final. Cuatro años más tarde repite título mundial en la cita de Grecia 1994, esta vez imponendose por 3-1 a los Países Bajos. A los triunfos mundiales el equipo añade tres veces el Campeonato Europeo, cinco veces la Liga Mundial, la Copa Mundial de 1995 y la medalla de plata en los Juegos Olímpicos de Atlanta 1996 cuando los Países Bajos se toman la revancha ganando por 3-2.
Pese al relevo de técnico en el invierno de 1996, el brasileño Bebeto en lugar de Velasco, Italia gana su tercer mundial seguido en la edición de Japón 1998, tras imponerse a RF de Yugoslavia por 3-0. De esta manera se convierte en la primera selección en la historia del voleibol masculino en ganar tres ediciones consecutivas, hazaña repetida por Brasil entre 2002 y 2010.
Gracias a los resultados conseguidos, en el año 2000 el equipo de 1990-1998 es nombrado por la misma Federación Internacional de Voleibol Mejor selección masculina del Siglo XX. Tres jugadores (Andrea Giani, Andrea Gardini y Lorenzo Bernardi) y el seleccionador Julio Velasco han sido también introducidos en la Volleyball Hall of Fame.

### Años 2000
Italia sigue ganando medallas a nivel europeo y mundial también bajo el mando de Andrea Anastasi (1999-2003) y Gian Paolo Montali (2003-2007): entre 1999 y 2005 se consagra campeona de Europa por tres veces en cuatro ediciones y se lleva el subcampeonato en 2001 cayendo en la gran final frente a los campeones olímpicos de Yugoslavia.
En los Juegos Olímpicos de  Atenas 2004 se mete en la gran final por segunda vez en su historia pero no puede con la todopoderosa selección de Brasil de Ricardinho, Dante Amaral y Giba. En los Mundiales de 2002 y 2006 no consigue calificar por las semifinales y acaba ambas ediciones en quinto lugar tras ganar el cuadro 5°-8° puesto: en 2002 se impone 3-2 frente a Argentina y cuatro años más trades derrota 3-0 a Francia.
Después de unos años decepcionantes, en septiembre de 2011 el equipo de Mauro Berruto consigue la medalla de plata en la Eurocopa y el bronce en los Juegos Olímpicos de Londres. En la Liga Mundial de 2013 disputada en Argentina se adjudica el bronce y sube al podio por primera vez desde 2004. Dos meses más tarde, el 29 de septiembre, llega por segunda vez en seguida hasta la final de la Eurocopa consiguiendo nuevamente el subcampeonato siendo derrotada por la selección de Rusia por 1-3.
En noviembre de 2013 participa como wild card en la Grand Champions Cup en Japón, reservada a los campeones continentales, siendo la selección mejor clasificada en el ranking FIVB (3°) entre las que no lograron el título (Brasil, 1° en el ranking, es campeón de Sudamérica y Rusia, 2°, de Europa). El 24 de noviembre, pese a la derrota por 3-2 frente a Brasil en la última fecha de la liguilla, consigue el punto necesario para ganar la medalla de bronce, la tercera en las tres ediciones disputadas por Italia (ya tenía un oro y un bronce).
En julio de 2014 acoge la Final Six de la Liga Mundial en Florencia y repite el bronce de la edición anterior derrotando a Irán por 3-0.
Tras el quinto puesto en la Liga Mundial de 2015, Gianlorenzo Blengini es nombrado nuevo seleccionador y Simone Giannelli con tan solo 19 años se convierte en armador titular. En septiembre Italia acaba segunda en la Copa Mundial, consiguiendo así el billete por los Juegos Olímpicos de Río de Janeiro 2016 y consecuentemente su undécima participación consecutiva en la cita olímpica.
El 18 de octubre la selección italiana se apunta el bronce en el Campeonato Europeo de 2015, tras vencer a Bulgaria por 3-1 en la final 3/4 puesto disputada en Sofía.
Italia llega a los Juegos Olímpicos de Río de Janeiro 2016 sin muchas opciones de medallas tras ser sorteada en el Grupo de la muerte junto a las selecciones de Brasil (subcampeona olímpica y anfitriona), Francia (campeona de Europa) y Estados Unidos (ganadora de la Copa Mundial). Sin embargo liderada por Giannelli, Juantorena y Zaytsev acaba el grupo en prima posición tras derrotar a todas las favoritas y en cuartos de final vence por 3-0 a Irán. 
En la semifinal su camino se cruza nuevamente con el de Estados Unidos: tras un partido épico la selección italiana gana por 3-2 y se califica por la gran final donde es derrotada por Brasil logrando así la medalla de plata. En lo años siguientes la selección italiana no consigue luchar por las medallas en ninguna de las competiciones internacionales acabando en 5° lugar el Mundial de 2018 y siendo eliminada en los cuartos de finales de los Juegos Olímpicos de Tokio 2020 por mano de Argentina.

### La era De Giorgi y el cuarto título mundial
En agosto de 2021 Ferdinando De Giorgi es nombrado seleccionador en lugar de Blengini y un mes más tarde triunfa inesperadamente en el  Campeonato Europeo 2021. El equipo más joven de la cita (24 años) liderado por el capitán Simone Giannelli y la nueva estrella del voleibol italiano Alessandro Michieletto termina el Grupo B con pleno de victorias derrotando a Bielorrusia (3-0), Montenegro (3-0), Bulgaria (3-1), Eslovenia (3-0) y República Checa (3-1). En octavos se deshace de Letonia (3-0), en cuartos de Alemania (3-0) mientras que en la semifinal supera por 3-1 a la vigente campeona de Europa, la selección de Serbia. El 19 de septiembre se mide a Eslovenia en la gran final, verdugo de la anfitriona Polonia en la otra semifinal: después de dos horas y media de batalla el conjunto italiano se impone por 3-2 y logra el séptimo título europeo de su la historia.
En el Mundial de 2022 el equipo italiano da otra campanada conquistando su cuarto título mundial, 24 años después de lo ganado en 1998 por la Generazione di Fenomeni. Tras una fase de grupos de victorias por 3-0 frente a Canadá, Turquía y China los azzurri superan a Cuba en octavos (3-1) a la vigente campeona olímpica Francia en cuartos (3-2) y a Eslovenia en semifinal (3-0). El 11 de septiembre en la Spodek de Katowice el conjunto italiano se mide a la anfitriona Polonia, campeona en los Mundiales de 2014 y 2018: tras ceder el primer set el equipo liderado per el MVP Simone Giannelli se impone por 3-1 (21-25, 25-21, 25-18, 25-20).

## Historial
| \| - Tokío 1964: No clasificada - México 1968: No clasificada - Múnich 1972: No clasificada - Montreal 1976: 8.º \| - Moscú 1980: 9.º - Los Ángeles 1984: Bronce - Seúl 1988: 9.º - Barcelona 1992: 5.º \| - Atlanta 1996: Plata - Sídney 2000: Bronce - Atenas 2004: Plata - Pekín 2008: 4.º \| - Londres 2012: Bronce - Río de Janeiro 2016: Plata - Tokio 2020: 6.º - París 2024: 4.º \| |                                                                                     |                                                                                    |                                                                                         |
| - Tokío 1964: No clasificada - México 1968: No clasificada - Múnich 1972: No clasificada - Montreal 1976: 8.º | - Moscú 1980: 9.º - Los Ángeles 1984: Bronce - Seúl 1988: 9.º - Barcelona 1992: 5.º | - Atlanta 1996: Plata - Sídney 2000: Bronce - Atenas 2004: Plata - Pekín 2008: 4.º | - Londres 2012: Bronce - Río de Janeiro 2016: Plata - Tokio 2020: 6.º - París 2024: 4.º |

| \| - 1949: 8.º - 1952: No clasificada - 1956: 14.º - 1960: No clasificada - 1962: 14.º \| - 1966: 16.º - 1970: 15.º - 1974: 19.º - 1978: 2.º - 1982: 14.º \| - 1986: 11.º - 1990: Campeón - 1994: Campeón - 1998: Campeón - 2002: 5.º \| - 2006: 5.º - 2010: 4.º - 2014: 13.º - / 2018: 5.º - / 2022: Campeón \| |                                                                 |                                                                          |                                                                      |
| - 1949: 8.º - 1952: No clasificada - 1956: 14.º - 1960: No clasificada - 1962: 14.º | - 1966: 16.º - 1970: 15.º - 1974: 19.º - 1978: 2.º - 1982: 14.º | - 1986: 11.º - 1990: Campeón - 1994: Campeón - 1998: Campeón - 2002: 5.º | - 2006: 5.º - 2010: 4.º - 2014: 13.º - / 2018: 5.º - / 2022: Campeón |

| \| - 1948: 3.º - 1950: No clasificada - 1951: 8.º - 1955: 9.º - 1958: 10.º - 1963: 10.º - 1967: 8.º - 1971: 8.º \| - 1975: 10.º - 1977: 8.º - 1979: 5.º - 1981: 7.º - 1983: 4.º - 1985: 6.º - 1987: 9.º - 1989: Campeón \| - 1991: 2.º - 1993: Campeón - 1995: Campeón - 1997: 3.º - 1999: Campeón - 2001: 2.º - 2003: Campeón - / 2005: Campeón \| - 2007: 6.º - 2009: 10.º - / 2011: 2.º - / 2013: 2.º - / 2015: 3.º - 2017: 5.º - / 2019: 6.º - / 2021: Campeón \| | | | |
| - 1948: 3.º - 1950: No clasificada - 1951: 8.º - 1955: 9.º - 1958: 10.º - 1963: 10.º - 1967: 8.º - 1971: 8.º | - 1975: 10.º - 1977: 8.º - 1979: 5.º - 1981: 7.º - 1983: 4.º - 1985: 6.º - 1987: 9.º - 1989: Campeón | - 1991: 2.º - 1993: Campeón - 1995: Campeón - 1997: 3.º - 1999: Campeón - 2001: 2.º - 2003: Campeón - / 2005: Campeón | - 2007: 6.º - 2009: 10.º - / 2011: 2.º - / 2013: 2.º - / 2015: 3.º - 2017: 5.º - / 2019: 6.º - / 2021: Campeón |

| \| - 1990: Campeón - 1991: Campeón - 1992: Campeón - 1993: 3.º - 1994: Campeón - 1995: Campeón - 1996: 2.º \| - 1997: Campeón - 1998: 4.º - 1999: Campeón - 2000: Campeón - 2001: 2.º - 2002: 4.º - 2003: 3.º \| - 2004: 2.º - 2005: 7.º - 2006: 6.º - 2007: 9.º - 2008: 7.º - 2009: 7.º - 2010: 6.º \| - 2011: 6.º - 2012: 11.º - 2013: 3.º - 2014: 3.º - 2015: 5.º - 2016: 4.º - 2017: 12.º \| |                                                                                                 |                                                                                     |                                                                                       |
| - 1990: Campeón - 1991: Campeón - 1992: Campeón - 1993: 3.º - 1994: Campeón - 1995: Campeón - 1996: 2.º | - 1997: Campeón - 1998: 4.º - 1999: Campeón - 2000: Campeón - 2001: 2.º - 2002: 4.º - 2003: 3.º | - 2004: 2.º - 2005: 7.º - 2006: 6.º - 2007: 9.º - 2008: 7.º - 2009: 7.º - 2010: 6.º | - 2011: 6.º - 2012: 11.º - 2013: 3.º - 2014: 3.º - 2015: 5.º - 2016: 4.º - 2017: 12.º |

| Liga de Naciones                                                                                        |
| --- |
| \| - 2018: 8.º - 2019: 8.º - 2020: No disputada por la pandemia de COVID-19 - 2021: 10.º - 2022: 4.º \| |
| - 2018: 8.º - 2019: 8.º - 2020: No disputada por la pandemia de COVID-19 - 2021: 10.º - 2022: 4.º       |

| \| - 1965: No clasificada - 1969: No clasificada - 1977: No clasificada - 1981: 7.º puesto \| - 1985: No clasificada - 1989: 2.º puesto - 1991: No clasificada - 1995: Campeón \| - 1999: 3.º puesto - 2003: 2.º puesto - 2007: No clasificada - 2011: 4.º puesto \| - 2015: 2.º puesto - 2019: 7.º puesto \| |                                                                                  |                                                                                 |                                       |
| - 1965: No clasificada - 1969: No clasificada - 1977: No clasificada - 1981: 7.º puesto | - 1985: No clasificada - 1989: 2.º puesto - 1991: No clasificada - 1995: Campeón | - 1999: 3.º puesto - 2003: 2.º puesto - 2007: No clasificada - 2011: 4.º puesto | - 2015: 2.º puesto - 2019: 7.º puesto |

### Otras competiciones
| Grand Champions Cup - : 1993 - : 2005, 2013 World Top Four FIVB - : 1984 - : 1990 | World Super Six - : 1996 Goodwill Games - : 1990 | Juegos Mediterráneos - : 1959, 1983, 1991, 2001, 2009, 2013 - : 1963,1975 - : 1987 |

## Medallero
Actualizado después de la Liga de Naciones de Voleibol de 2025
| Competición          | Oro | Plata | Bronce | Total |
| -------------------- | --- | ----- | ------ | ----- |
| Juegos Olímpicos     | 0   | 3     | 3      | 6     |
| Campeonato Mundial   | 4   | 1     | 0      | 5     |
| Liga de Naciones     | 0   | 1     | 0      | 1     |
| Copa Mundial         | 1   | 3     | 1      | 5     |
| Liga Mundial         | 8   | 3     | 4      | 15    |
| Grand Champions Cup  | 1   | 1     | 2      | 4     |
| Campeonato Europeo   | 7   | 5     | 3      | 14    |
| Juegos Mediterráneos | 7   | 2     | 2      | 11    |
| Total                | 28  | 19    | 15     | 62    |

## Jugadores
Convocatoria por el Mundial de Polonia y Eslovenia 2022
| N.º | Nombre                 | Edad    | Altura (cm) | Peso (kg) | Posición          | Club               |
| --- | ---------------------- | ------- | ----------- | --------- | ----------------- | ------------------ |
| 1   | Giulio Pinali          | 28 años | 199         | 91        | Opuesto           | Trentino Volley    |
| 3   | Francesco Recine       | 26 años | 186         | 75        | Receptor/atacante | Piacenza           |
| 5   | Alessandro Michieletto | 23 años | 211         | 88        | Receptor/atacante | Trentino Volley    |
| 6   | Simone Giannelli (C)   | 29 años | 198         | 92        | Armador           | Sir Safety Perugia |
| 7   | Fabio Balaso           | 29 años | 182         | 73        | Libero            | Lube Civitanova    |
| 8   | Riccardo Sbertoli      | 27 años | 188         | 85        | Armador           | Trentino Volley    |
| 12  | Mattia Bottolo         | 24 años | 196         | 85        | Receptor/atacante | Pallavolo Padova   |
| 14  | Gianluca Galassi       | 38 años | 201         | 94        | Central           | Vero Volley Monza  |
| 15  | Daniele Lavia          | 25 años | 200         | 89        | Receptor/atacante | Trentino Volley    |
| 16  | Yuri Romanò            | 28 años | 201         | 89        | Opuesto           | Powervolley Milano |
| 17  | Simone Anzani          | 33 años | 204         | 100       | Central           | Lube Civitanova    |
| 18  | Roberto Russo          | 28 años | 207         | 91        | Central           | Sir Safety Perugia |
| 24  | Leonardo Scanferla     | 26 años | 184         | 76        | Libero            | Piacenza           |
| 30  | Leandro Mosca          | 24 años | 208         | 90        | Central           | Powervolley Milano |

## Seleccionadores
| Nombre                 | Años          | Títulos principales y medallas olímpicas                                       |
| ---------------------- | ------------- | ------------------------------------------------------------------------------ |
| Pietro Bernardi        | 1947          |                                                                                |
| Angelo Costa           | 1947 - 1949   |                                                                                |
| Renzo Del Chicca       | 1949 - 1953   |                                                                                |
| Ivan Trinajstic        | 1953 - 1966   |                                                                                |
| Josef Kozak            | 1966 - 1969   |                                                                                |
| Odone Federzoni        | 1969 - 1974   |                                                                                |
| Franco Anderlini       | 1974 - 1976   |                                                                                |
| Adriano Pavlica        | 1976 - 1977   |                                                                                |
| Edward Skorek          | 1978          |                                                                                |
| Carmelo Pittera        | 1978 - 1988   |                                                                                |
| Silvano Prandi         | JJ OO de 1984 | 1 bronce olímpico                                                              |
| Michelangelo Lo Bianco | 1988          |                                                                                |
| Julio Velasco          | 1988 - 1996   | 2 Mundiales, 3 Eurocopas, 5 Liga Mundiales, 1 Copa del mundo, 1 plata olímpica |
| Bebeto                 | 1996 - 1998   | 1 Mundial, 1 Liga Mundial                                                      |
| Andrea Anastasi        | 1998 - 2002   | 1 Eurocopa, 2 Ligas Mundiales, 1 bronce olímpico                               |
| Gian Paolo Montali     | 2002 - 2007   | 2 Eurocopas, 1 plata olímpica                                                  |
| Andrea Anastasi        | 2007 - 2010   |                                                                                |
| Mauro Berruto          | 2010 - 2015   | 1 bronce olímpico                                                              |
| Gianlorenzo Blengini   | 2015 - 2021   | 1 plata olímpica                                                               |
| Ferdinando De Giorgi   | 2021 - actual | 1 Eurocopa, 1 Mundial                                                          |